# Topp die Torte
Topp die Torte — це дитяча гра австрійського автора настільних ігор Вольфганга Варша. Гра розрахована на двох-чотирьох гравців і вийшла у 2024 році у німецькому видавництві Schmidt Spiele. Того ж року її було номіновано на Kinderspiel des Jahres разом з іграми Cascadia Junior та Die Mäusebande.

## Передісторія та компоненти
У грі Topp die Torte гравці в ролі кондитерів намагаються створити найкращі та найцінніші торти з доступних матеріалів. Вони будують свої торти шар за шаром і прикрашають їх, щоб виграти кубики цукру та переможні очки.
До складу гри, крім правил, входять: дошка для підрахунку очок, 102 кубики цукру (по 18 синіх, рожевих, зелених, фіолетових та помаранчевих, а також 12 золотих), 66 фішок очок (по 22 бронзових, срібних та золотих), один кубик, 40 частин торта, один топпер для торта, а також по чотири ігрові поля, тарілки для торта, маркери для підрахунку очок та фігурки гравців.

## Ігровий процес
Гра розрахована на двох-чотирьох гравців, які змагаються між собою. Для підготовки до гри кожен гравець отримує ігрове поле, тарілку для торта, фігурку гравця та маркер для підрахунку очок. 40 частин торта перемішуються, і кожен гравець отримує по сім з них, з яких дві кладуться відкрито над ігровим полем, а решта утворюють закриту колоду добору. Дошка для підрахунку очок розміщується в центрі столу, і кожен гравець ставить свій маркер на стартову клітинку доріжки підрахунку очок. Фішки очок разом із кубиками цукру та топпером для торта також розміщуються в центрі столу.
Гра триває сім раундів, у кожному з яких гравці викладають по одній частині на свій торт. Вони намагаються з'єднати кольорові смуги на частинах торта, щоб отримати очки.
На початку кожного раунду всі гравці одночасно вирішують, яку з двох відкритих частин торта вони хочуть покласти на свій торт, і позначають її своєю фігуркою. Вони можуть обертати частини, але після вибору змінювати їхню орієнтацію заборонено. Також не можна приміряти частини до вже викладеного торта.
Після цього частини викладаються на торт по черзі, починаючи зі стартового гравця, так, щоб позначки (палички лакриці) на краях збігалися. Коли шар покладено на торт, перевіряється, які кольорові смуги з'єдналися завдяки новому шару, і скільки кубиків цукру зображено на утвореному полі. Гравець отримує відповідну кількість кубиків цукру із загального запасу. Отримані кубики гравці розподіляють по синіх склянках на своєму ігровому полі, причому в кожну склянку можна класти лише кубики різних кольорів; зайві кубики кладуться в зелену пляшку і можуть бути обміняні (три будь-які кубики на один потрібного кольору). Коли синя склянка наповнюється до вказаної кількості, її можна спорожнити, а гравець отримує бонус у вигляді фішок очок, зазначених під склянкою. За найбільшу склянку гравець отримує золоту фішку очок та додатковий бонус, який визначається кидком кубика. Це можуть бути додаткові кубики цукру, золотий кубик (який є джокером і може замінити будь-який колір), переможні очки або ще одна фішка очок. Якщо на новоутворених полях або на кубику є додаткові переможні очки, гравець одразу пересуває свій маркер на відповідну кількість клітинок.
Після того, як усі гравці виклали та оцінили свою частину торта, вони передають свою другу відкриту частину гравцю ліворуч і добирають верхню частину зі своєї колоди. Потім починається новий раунд. В останньому раунді у гравців залишається лише одна частина на вибір, яку вони можуть покласти на торт у будь-якій орієнтації.
Гра закінчується, коли всі гравці виклали по сім частин торта. Наприкінці всі гравці отримують стільки золотих кубиків цукру, скільки зображено на їхніх готових тортах, і розподіляють їх по склянках, щоб отримати додаткові бонуси. Зайві золоті кубики можна знову класти у склянки після їх спорожнення. Потім відбувається підрахунок очок за фішками (у порядку: бронзові, срібні, золоті), які відмічаються на дошці. Гравець, чий маркер опинився найдалі, перемагає і може прикрасити свій торт топпером.

## Видання та відгуки
Гру розробив Вольфганг Варш, і вона вийшла восени 2024 року у німецькому видавництві Schmidt Spiele.
У червні того ж року її було номіновано на Kinderspiel des Jahres разом з іграми Cascadia Junior та Die Mäusebande. Журі обґрунтувало своє рішення так:
|  | Буквально багатошарове завдання на оцінку в «Topp die Torte!» зачаровує гравців з першого погляду на блискучі кубики цукру. Завдання є свіжим та захоплюючим і поєднується з розумним механізмом підрахунку очок, який не лише тематично узгоджений, але й додає грі тактичного рівня. Візуально приваблива, з ідеальною дрібкою удачі та по-справжньому солодкою темою. Яка насолода від торта! |